# Bordel Comédie Club
Pour les articles homonymes, voir Bordel (homonymie).

Logo du Bordel Comedie Club.

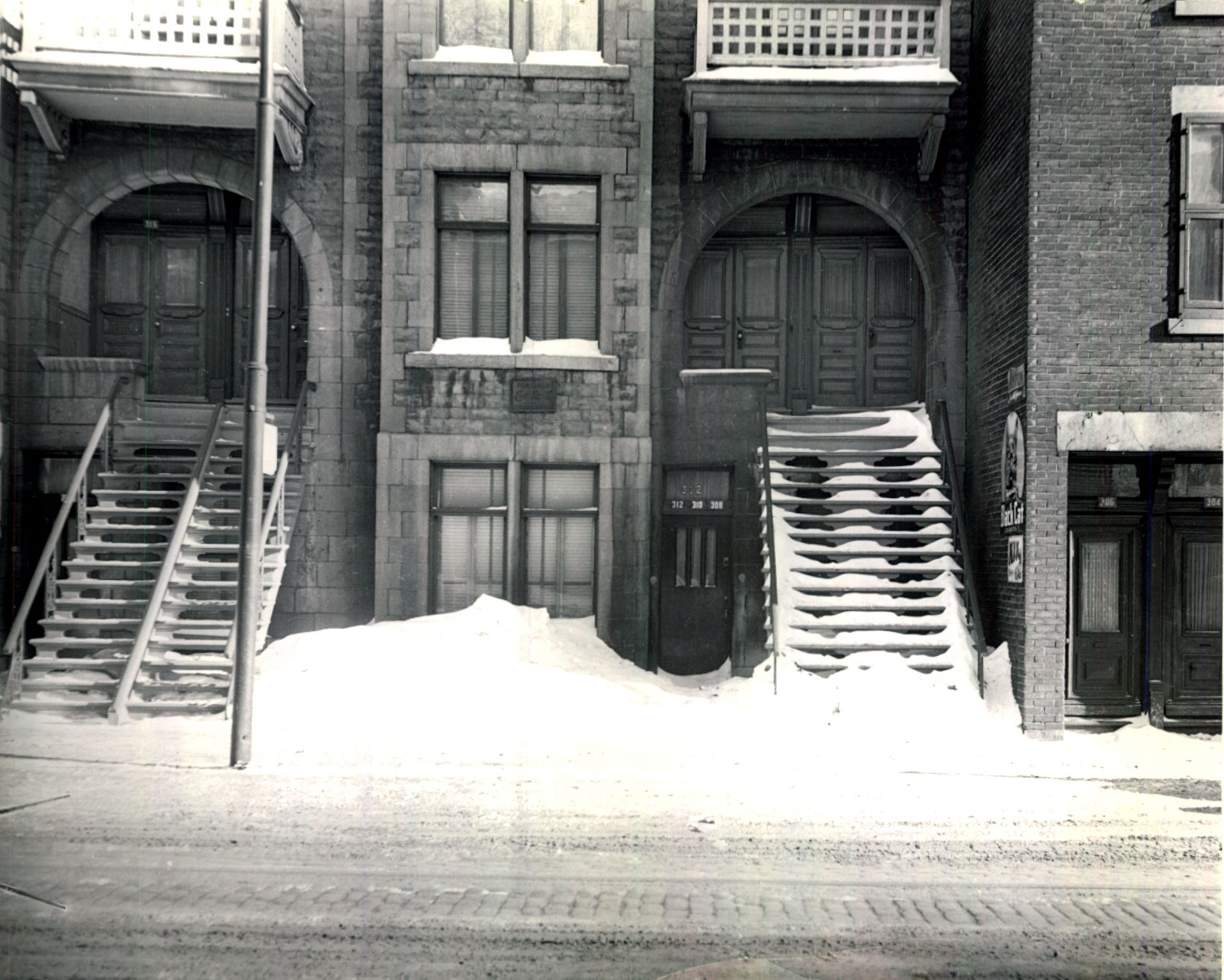
Le 312, Ontario Est, au rez-de-chaussée, 1er février 1945.

Le Bordel Comédie Club est un cabaret d'humour situé dans le Quartier latin de Montréal au Canada. Il est fondé le 10 avril 2015 par les humoristes Louis-José Houde, Mike Ward, Martin Petit, François Bellefeuille, Laurent Paquin et Charles Deschamps,.
L'établissement, situé au 312, rue Ontario Est, tire son nom de l'une des plus grosses maisons closes de Montréal.

## Affaire Gad Elmaleh
Après la divulgation dans une vidéo mise en ligne en janvier 2019 sur la chaîne YouTube CopyComic de cas de plagiat évidents commis par Gad Elmaleh, la direction du Bordel Comédie Club a décidé de bannir l'humoriste de ses locaux et de ne plus le recevoir ni l'inviter